# Líza Simpsonová
Líza Marie Simpsonová je fiktivní postava z amerického animovaného seriálu Simpsonovi. Je prostředním dítětem a nejúspěšnějším členem rodiny Simpsonových. Líza se poprvé vyskytla jako postava ve skeči Good Night v The Tracey Ullman Show. Kreslíř Matt Groening ji vytvořil a navrhl při čekání na setkání s Jamesem L. Brooksem. Groening byl vyzván, aby navrhl sérii krátkých filmů podle svého komiksu Life in Hell, ale místo toho se rozhodl vytvořit novou sadu postav. Starší dceru Simpsonových pojmenoval po své mladší sestře Lise Groening Bartlettové. Po třech letech účinkování v pořadu The Tracey Ullman Show se Simpsonovi přesunuli do vlastního seriálu na stanici Fox, který debutoval 17. prosince 1989.
Inteligentní, milá a pro planetu a vše živé zapálená Líza Simpsonová je ve svých osmi letech druhým dítětem Homera a Marge, mladší sestrou Barta a starší sestrou Maggie. Lízin vysoký intelekt a levicový politický postoj vytváří bariéru mezi ní a ostatními dětmi jejího věku, proto je tak trochu samotářkou a společenským vyděděncem. Líza je vegetariánka, silná ochránkyně životního prostředí, feministka a buddhistka. Lízina postava se v průběhu seriálu mnohokrát vyvíjí: v 7. řadě se stává vegetariánkou a ve 13. řadě konvertuje k buddhismu. Líza je silná liberálka a aktivistka za mír, rovnost a životní prostředí, prosazuje různé politické cíle (např. stojí na straně hnutí za nezávislost Tibetu), což ji obvykle staví proti většině lidí ve Springfieldu. Dokáže však být také poněkud netolerantní k názorům, které se liší od jejích vlastních, často odmítá brát v úvahu alternativní pohledy a projevuje pocit vlastní spravedlnosti. Ve volném čase se Líza věnuje mnoha koníčkům, například četbě a hře na barytonsaxofon, přestože to jejího otce rozčiluje. Objevila se i v dalších médiích souvisejících se Simpsonovými – včetně videoher, Simpsonových ve filmu, atrakce The Simpsons Ride, reklam a komiksů – a inspirovala řadu zboží.
V původním znění Lízu dabuje Yeardley Smithová, jež se původně ucházela o roli Barta, zatímco Nancy Cartwrightová (která později dostala hlas Barta) se pokoušela získat roli Lízy. Producenti považovali hlas Smithové za příliš vysoký pro chlapce, a tak roli Lízy dostala ona. Ve skečích v The Tracey Ullman Show byla Líza něco jako „ženský Bart“, který zrcadlil rošťárny jejího bratra, ale s postupem seriálu se z ní stal liberální hlas rozumu, který sklidil od fanoušků seriálu jak chválu, tak kritiku. Kvůli jejímu neobvyklému špičatému účesu považují mnozí animátoři Lízu za nejobtížněji kreslitelnou postavu Simpsonových. V českém znění dabovala Lízu od 1. do 27. řady Helena Štáchová. Od 28. řady její roli převzala Ivana Korolová.
Časopis TV Guide Lízu zařadil na 11. místo (shodně s Bartem) na svém seznamu 50 nejlepších kreslených postav všech dob. Její ekologické postoje byly obzvláště dobře přijaty; několik epizod, v nichž vystupuje, získalo ceny Genesis a Environmental Media Awards, včetně speciální ceny Board of directors Ongoing Commitment Award v roce 2001. Organizace People for the Ethical Treatment of Animals zařadila Lízu na seznam nejvíce zvířatům přátelských televizních postav všech dob. Yeardley Smithová získala v roce 1992 cenu Primetime Emmy za vynikající hlasový výkon a Líze a její rodině byla v roce 2000 udělena hvězda na hollywoodském chodníku slávy.

## Role vSimpsonových
Simpsonovi používají plovoucí časovou osu, v níž postavy nemají fyzický věk; Líza je tak vždy zobrazována jako 7–8letá, samotný seriál je trvale zasazen do roku vysílání (s výjimkou občasných retrospektiv a částí v budoucnosti). V několika epizodách byly události spojeny s konkrétními časovými obdobími, ačkoli tato časová osa byla v následujících epizodách popřena. V epizodě Lízino první slovo (4. řada, 1992) je uveden rok narození Lízy 1984, tedy v době konání letních olympijských her. Epizoda Zlatá devadesátá (19. řada, 2008) však odporuje většině zavedených kulis; například představuje Homera a Marge jako bezdětné na konci 90. let. Líza je milovnicí hudby, jejím oblíbeným žánrem je jazz; konkrétně vyzdvihuje album Milese Davise z roku 1957 Birth of the Cool, ráda a výborně hraje na saxofon a spřátelila se s jazzovým hudebníkem Murphym Krvavou dásní, kterého považuje za svůj idol. Murphy pomáhá Líze dostat se z depresí v díle Smutná Líza (1. řada, 1990). Později je hluboce zarmoucena Murphyho smrtí v díle Kolem Springfieldu (6. řada, 1995).
Líza měla několik krátkých vztahů s chlapci, včetně Ralpha Wigguma v dílu Svatého Valentýna (4. řada, 1993), Nelsona Muntze v epizodě Lízino rande s blbostí (8. řada, 1996) a Colina v Simpsonových ve filmu (2007). Bartův nejlepší kamarád Milhouse Van Houten je do ní zamilovaný, ale přestože jí dává nenápadné náznaky o svých citech, nedaří se mu získat její náklonnost. Lízina dabérka Yeardley Smithová řekla, že Muntz by byl pro Lízu dobrým partnerem. V roce 2019 řekl showrunner Simpsonových Al Jean, že Lízu vidí v budoucnu jako „možná polyamorní“. V 9. epizodě 23. řady z roku 2011 Duch Vánoc příštích je Líza na fotografii zobrazena, jak se drží za ruku s nejmenovanou tmavovlasou ženou, a poté je zobrazena na druhé fotografii, kde se drží za ruku se dvěma různými ženami najednou, což naznačuje polyamornost; později skončí s Milhousem. Tato epizoda však není kanonická.
Líza je nejintelektuálnějším členem rodiny Simpsonových (má IQ 159) a mnoho epizod seriálu se zaměřuje na její boj za různé kauzy. Líza je často středem epizod se „skutečnou morální nebo filozofickou pointou“, což je podle bývalého scenáristy Davida X. Cohena způsobeno tím, že „jí opravdu věříte, že jí na tom záleží“. Lízino politické přesvědčení je obecně liberální a často zpochybňuje názory ostatních. Je vegetariánkou, feministkou, ochránkyní životního prostředí a zastánkyní práv homosexuálů a hnutí Free Tibet. Ve speciálním vánočním poselství pro Velkou Británii v roce 2004 Líza projevila podporu cornwallskému nacionalismu, dokonce mluvila cornwallským jazykem, aby své poselství předala. Ačkoli Líza podporuje obecné ideály křesťanské církve, v níž byla vychována, stala se v epizodě Malověrná Líza (13. řada, 2001) praktikující buddhistkou poté, co se dozvěděla o ušlechtilé osmidílné stezce. Na dveřích jejího pokoje lze v dřívějších řadách vidět plakát „End Apartheid Now“. Je extrémně ovládaná svými ideály a ušlechtilostí a prochází drastickými změnami, když se ona nebo někdo jiný chová nemorálně, například se zřekne Homerova příjmení a přijme Margino, když zjistí, že Homer proti ní vsadil v křížovkářské soutěži.

## Postava

### Vytvoření
Matt Groening vytvořil Lízu a zbytek rodiny Simpsonových v roce 1986 v hale kanceláře producenta Jamese L. Brookse. Groening byl pozván, aby navrhl sérii krátkých animovaných skečů pro The Tracey Ullman Show, a měl v úmyslu představit adaptaci svého komiksu Life in Hell. Když si uvědomil, že animace Life in Hell by vyžadovala, aby se vzdal publikačních práv, vydal se Groening jiným směrem a narychlo nakreslil svou verzi dysfunkční rodiny, pojmenované podle členů jeho vlastní rodiny. Líza byla pojmenována po Groeningově mladší sestře, ale jen máloco dalšího bylo založeno na ní. V krátkých skečích The Tracey Ullman Show Líza projevovala jen málo inteligence, kterou později proslula. Byla spíše „ženským Bartem“ a původně byla popisována jako prostě „prostřední dítě“, bez větší osobnosti.
Líza debutovala se zbytkem rodiny Simpsonových 19. dubna 1987 ve skeči Good Night v The Tracey Ullman Show, v roce 1989 byly skeče adaptovány do půlhodinového seriálu Simpsonovi vysílaného společností Fox Broadcasting Company.

### Design
Celá rodina Simpsonových byla navržena tak, aby byla snadno rozpoznatelná v siluetě. Rodina byla nakreslena hrubě, protože Groening předložil animátorům základní náčrty s tím, že je vyčistí; místo toho jen obkreslili jeho kresby. Líza má obecně jedinečné fyzické rysy. V některých raných epizodách měly vedlejší postavy v pozadí občas podobnou linii vlasů. V pozdějších řadách však žádná jiná postava kromě Maggie nemá stejnou linii vlasů. Při navrhování Lízy se Groening „nemohl obtěžovat ani přemýšlet o dívčích účesech“. V té době Groening kreslil především černobíle; při navrhování Lízy a Maggie jim „prostě dal takový ten špičatý hvězdicový účes, aniž by myslel na to, že budou nakonec nakresleny barevně“.
Ke kreslení Líziny hlavy a vlasů používá většina animátorů seriálu takzvané „uspořádání 3–3–2“. Začíná kruhem, uprostřed kterého se protínají dvě zakřivené čáry (jedna svislá, druhá vodorovná), které naznačují její oční linii. Svislá čára pokračuje vně kruhu a vytváří jeden bod vlasů, přičemž další dva jsou přidány směrem k zadní části její hlavy. Další tři body jsou pak přidány vpředu (ve směru, kterým se Líza dívá) a další dva za ní. Několik animátorů Simpsonových, včetně Peta Michelse a Davida Silvermana, považuje Lízu za nejobtížněji kreslitelnou postavu Simpsonových. Silverman vysvětluje, že „její hlava je tak abstraktní“ kvůli jejímu účesu.

### Hlas

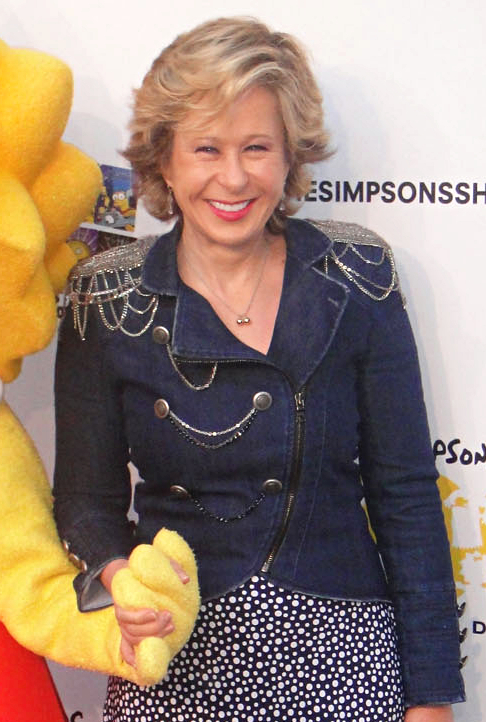
Yeardley Smithová, anglický hlas Lízy Simpsonové

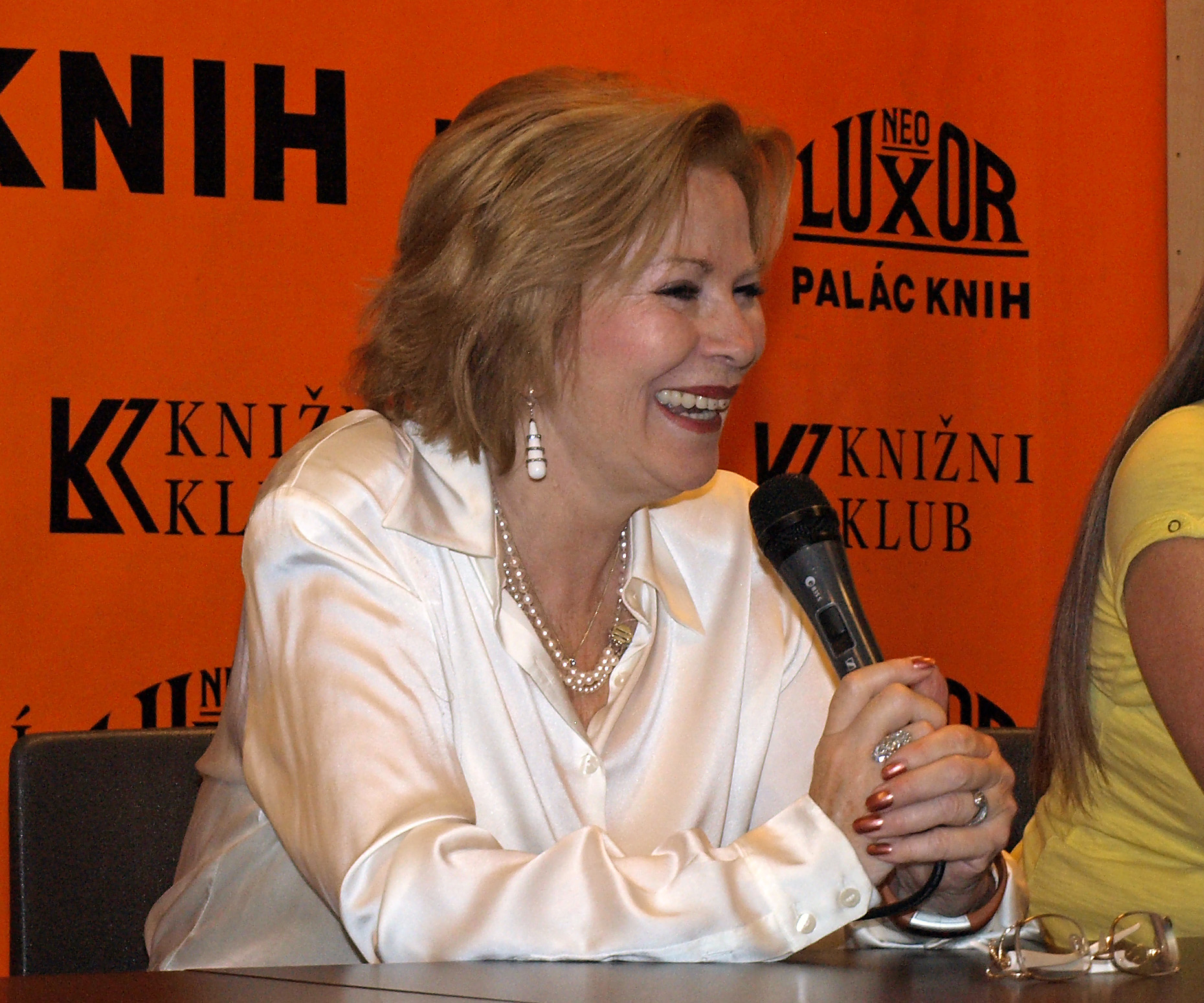
Helena Štáchová, český hlas Lízy Simpsonové od 1. do 27. řady

Zatímco role Homera a Marge byly v původním znění svěřeny Danu Castellanetovi a Julii Kavnerové, protože již byli součástí obsazení The Tracey Ullman Show, producenti se rozhodli uspořádat casting na role Barta a Lízy. Nancy Cartwrightová měla v úmyslu zúčastnit se konkurzu na roli Lízy, ale nelíbil se jí nevýrazný popis postavy – Líza byla popsána jednoduše jako „prostřední dítě“ – a místo toho se přihlásila na roli Barta. Castingová režisérka Bonita Pietilová přivedla na konkurz Yeardley Smithovou poté, co ji viděla hrát ve hře Living on Salvation Street. Smithová s konkurzem do animovaného seriálu váhala, ale její agent ji přesvědčil, aby to zkusila. Smithová se původně ucházela o roli Barta, ale Pietilová se domnívala, že má příliš vysoký hlas. Smithová na to později vzpomínala: „Vždycky jsem zněla příliš jako holka, přečetla jsem dvě věty jako Bart a oni mi řekli: ‚Díky, že jsi přišla!‘.“. Pietilová nabídla Smithové místo toho roli Lízy.
Smithová a scenáristé seriálu se snažili dát Líze vyhraněnější osobnost a během seriálu se značně vyvinula. Ve svých pamětech z roku 2000 My Life as a 10-Year-Old Boy Cartwrightová napsala: „Díky brilantnímu vtipu scenáristů a jízlivé, do očí bijící, upřímné interpretaci Yeardley Smithová udělala z Lízy jasné světlo vůdcovství, plné soucitu a schopností přesahujících její léta. Líza Simpsonová je takovým dítětem, jakým chceme, aby byly nejen naše děti, ale také takové, jakými chceme, aby byly všechny děti. Ale v té době, v pořadu The Tracey Ullman Show, byla jen animovaným osmiletým dítětem, které nemělo žádnou osobnost.“.
Líza je jedinou pravidelnou postavou, kterou namluvila Smithová, jež pro tuto roli mírně zvyšuje výšku svého hlasu. V některých dřívějších epizodách poskytla některé Maggiiny skřeky a občasné mluvené části a při velmi vzácných příležitostech namluvila i jiné postavy. Obvykle jsou od Lízy odvozené, například Líza Bella v Poslední stepi ve Springfieldu a Líza junior v Nemožném misionáři (obojí 11. řada, 2000).
Navzdory slávě Lízy Simpsonové je Smithová na veřejnosti jen zřídka poznávána, což jí nevadí. Řekla, že „je úžasné být uprostřed všeho toho humbuku kolem seriálu a lidí, kteří si seriál tak užívají, a být úplně jako moucha na zdi; lidé mě nikdy nepoznají pouze podle hlasu“. V rozhovoru pro The Guardian v roce 2009 poznamenala, že „je to ta nejlepší práce vůbec. Jsem jen vděčná za to, kolik svobody mi Simpsonovi v životě zařídili.“ Ačkoli Smithová v roce 1992 obdržela cenu Primetime Emmy za vynikající hlasový výkon, považuje ji za nedůležitou a říká: „Jedna moje část má pocit, že to ani nebyla skutečná Emmy.“. Jedná se o cenu za kreativní umění, která se neuděluje během televizního vysílání v hlavním vysílacím čase, a v té době se jednalo o cenu poroty bez nominací. Přesto Smithová považuje svou práci v seriálu za úspěšnou. „Kdybych měla být spojována s jednou postavou ve fikci,“ řekla, „vždycky budu nadšená, že to byla Líza Simpsonová.“ Matt Groening popsal Smithovou jako velmi podobnou Líze: „Yeardley má silné morální názory na svou postavu. Některé hlášky jsou napsány pro Lízu, které si Yeardley přečte a řekne: ‚Ne, to bych neřekla.‘.“. Bývalý scenárista Simpsonových Jay Kogen ocenil její výkon v seriálu, zejména v epizodě Lízin let do nebe, jako schopnost „přejít od komedie k něčemu opravdu silnému a vážnému a dramatickému“.
Až do roku 1998 dostávala Smithová za každou epizodu 30 000 dolarů. V roce 1998 vypukl spor o plat, během něhož společnost Fox hrozila, že nahradí šest hlavních dabérů novými herci, a zašla dokonce tak daleko, že připravovala casting nových hlasů. Spor byl brzy vyřešen a Smithová dostávala 125 000 dolarů za epizodu až do roku 2004, kdy dabéři požadovali zvýšení platu na 360 000 dolarů za epizodu. Problém byl vyřešen o měsíc později a Smithová vydělávala 250 000 dolarů za epizodu. V roce 2008 proběhlo nové vyjednávání o platech a dabéři začali dostávat přibližně 400 000 dolarů za epizodu. O tři roky později, když společnost Fox hrozila zrušením seriálu, pokud nebudou sníženy náklady na výrobu, Smithová a další dabéři přijali snížení platu o 30 %, tedy na něco málo přes 300 000 dolarů za epizodu.

### Vývoj
V krátkých seriálech The Tracey Ullman Show byla Líza něco jako „ženský Bart“: stejně rozpustilá, ale postrádající jedinečné vlastnosti. S postupem seriálu se Líza začala vyvíjet v inteligentnější a emocionálnější postavu. Svůj intelekt projevila v epizodě Je Šáša vinen? (1. řada, 1990), když pomohla Bartovi odhalit spiknutí Leváka Boba, který chtěl Šášu Krustyho obvinit z ozbrojené loupeže. Mnoho epizod zaměřených na Lízu má emocionální charakter, například Smutná Líza (1. řada, 1990). S nápadem na tuto epizodu přišel James L. Brooks, jenž chtěl natočit emotivní epizodu zahrnující Lízin smutek, která by doplnila mnoho „vtipných epizod“ v první řadě.
V dílu Líza vegetariánkou (7. řada, 1995) se Líza natrvalo stane vegetariánkou, čímž se stala jednou z prvních televizních postav, které se takto rozhodly. Autorem epizody je David X. Cohen (jeho první samostatný scénář), který si nápad poznamenal jednoho dne při obědě. Tehdejší výkonný producent David Mirkin, který se dříve sám stal vegetariánem, nápad rychle schválil. Několik Líziných zážitků v epizodě vychází z Mirkinových vlastních zkušeností. V epizodě hostuje hudebník Paul McCartney, oddaný vegetarián a bojovník za práva zvířat. McCartneyho podmínkou pro účast v epizodě bylo, že Líza zůstane vegetariánkou po zbytek seriálu. Tento rys jí zůstal a je jednou z mála trvalých změn postavy, které v seriálu proběhly. V epizodě Malověrná Líza (13. řada, 2001) prošla Líza další trvalou změnou postavy, když konvertovala k buddhismu.
Líza hraje na barytonsaxofon, což v některých epizodách slouží jako dějový prostředek. Podle Matta Groeninga byl barytonsaxofon vybrán proto, že mu představa osmileté dívky, která na něj hraje, připadala zábavná. Dodal: „Ale ne vždy hraje na barytonsaxofon, protože animátoři nevědí, jak vypadá, takže mění tvar a barvu díl od dílu.“. Jedním z charakteristických znaků úvodní pasáže seriálu je krátké sólo, jež Líza zahraje na saxofon poté, co ji vyhodí z hodiny hudební výchovy. Skladatel Simpsonových Alf Clausen řekl, že session muzikanti, kteří její sólo hrají, se nesnaží hrát na úrovni druhého stupně základní školy a místo toho „považují Lízu za opravdu dobrou hráčku“.

### Osobnost
Líza, přestože je zázračným dítětem, se v rodině Simpsonových a mezi ostatními dětmi často považuje za nesvéprávnou, protože má neobvykle vysokou inteligenci. Vykazuje vlastnosti, které se ve Springfieldu objevují jen zřídka, včetně duchovnosti a oddanosti mírovým způsobům, a nápadně se zajímá o světové dění více než o život ve Springfieldu. Její vzpoura proti společenským normám je zobrazována jako konstruktivní a hrdinská, přesto se občas dokáže chovat samolibě. V díle Líza vegetariánkou ji rostoucí pocit morální spravedlnosti vede k narušení otcova grilování vepřového masa, za což se později omluví. Jako většina dětí v jejím věku myslí spíše obrazy než slovy. Epizody si často střílí z Lízina idealismu. V epizodě Bart hvězdou (9. řada, 1997) Líza, která se odklání od své typicky upřímnější povahy a zřejmě hledá novou věc, kvůli které by se mohla vydat na křížovou výpravu, vyzývavě prohlásí, že by se jako dívka ráda přidala k fotbalovému týmu. V 90. letech bylo považováno za zvláštní, aby dívka hrála fotbal. Když jí však trenér Ned Flanders prozradí, že za tým už hraje několik dívek, zaváhá a prohlásí, že fotbal „není zrovna (její) parketa“. Poté vyjádří nelibost nad míčem vyrobeným z prasečí kůže, ale jedna z dívek ji informuje, že jejich míče jsou syntetické a že výtěžek je věnován organizaci Amnesty International. Líza, rozrušená tím, že nemůže získat morální převahu, uteče. V díle Malověrná Líza se Líza natrvalo stane buddhistkou poté, co je zděšena tím, jak První springfieldská církev dovolila panu Burnsovi, aby kostel, který shořel po zásahu Bartovými a Homerovými raketami, přestavěl na komerční. Přestože už nevyznává křesťanskou víru, v pozdějších epizodách ji stále vídáme chodit do kostela.
Líza má údajně IQ 159 a v díle Asociace Mensy zachraňuje Lízu (10. řada, 1999) se stává členkou springfieldské pobočky Mensy. Když nemůže chodit do školy kvůli stávce učitelů v díle Konec SRPŠ (6. řada, 1995), trpí abstinenčními příznaky kvůli náhlému nedostatku chvály. Bez zjevného důvodu dokonce požaduje, aby ji matka známkovala. Chris Turner v knize Planet Simpson píše, že tyto rysy činí Lízu realističtější, protože „žádná postava nemůže aspirovat na realismus bez několika veskrze lidských chyb“.
Ačkoli je Líza nad své síly, má typické dětské problémy, které někdy vyžadují zásah dospělých. Jednou z epizod, která to ukazuje, je Homer kandiduje (17. řada, 2005), kde prochází vývojovou poruchou, kvůli níž se dostává do problémů ve škole. V epizodě Ztracená Líza (9. řada, 1998) přiměje Homera, aby jí dovolil jet autobusem samotnou, jen aby se beznadějně ztratila a potřebovala pomoc svého otce. Chris Turner v Planet Simpson píše, že podobné příhody ilustrují, že „i když Líza přednáší jako vysokoškolský profesor nebo pořádá další protest, nikdy se nestane dospělým člověkem uvězněným v dětském těle“. V knize The Simpsons and Philosophy: The D'oh! of Homer Aeon J. Skoble uvádí, že ačkoli je Líza intelektuálka, je stále vykreslena jako postava, která si užívá normálních dětských a dívčích aktivit, hraje si s panenkami Malibu Stacy, miluje poníky, je posedlá pubertálními srdcaři, jako je Corey, a spolu s Bartem sleduje Itchyho a Scratchyho. Píše: „Někdo by mohl namítnout, že jde o typické dětské chování, ale protože je Líza v mnoha případech prezentována nejen jako zázračné dítě, ale i jako nadpřirozeně moudrá, zdá se, že záliba v Itchym a Scratchym a Coreym je zvýrazněna a nabývá většího významu. Líza je vykreslena jako avatar logiky a moudrosti, ale pak také zbožňuje Coreyho, takže ‚není o nic lepší‘ než my ostatní.“. Když se Líza dostane do deprese z toho, že nemůže uskutečnit svůj sen hudebnice kvůli tomu, že zdědila otcovy prsty a musí trávit čas s Marge v domácnosti, vzdá se v dílu Lízina vzpoura (3. řada, 1992) školy a stane se mladistvou delikventkou. Zastaví ji Bart, který ji povzbuzuje, aby dál dokazovala lidem, že se mýlí, a šla si za svým snem hudebnice.
Líza projevuje vyhraněný smysl pro citlivost, často propuká v pláč, kdykoli je citově přetížená. Poprvé se to projevilo v epizodě 1. řady Smutná Líza, kdy Homer v polovině epizody zraní city své dcery, a od té doby se objevuje značná část epizod, v nichž Líza vzlyká, a to do té míry, že to zůstává vedle jejího vegetariánství a buddhismu její nejznámější a neustále používanou vlastností.
Líza se občas obává, že se na ni přenesou tupé návyky její rodiny, například se v epizodě Líza z rodu Simpsonů (9. řada, 1998) obává, že z ní „gen Simpsonových“ udělá hlupáka, nicméně později zjistí, že tento gen se přenáší pouze na mužskou stranu. Často se stydí a neschvaluje svou výstřední rodinu: otcovy špatné rodičovské schopnosti a šaškovskou povahu, matčinu stereotypní image a společenskou neschopnost a bratrovu delikventní a nízkou povahu. Navzdory tomu má dobré vztahy se všemi nejbližšími členy rodiny; Homer a Líza si navzdory mnoha rozdílům udržují láskyplný vztah, přičemž epizody jako Líza sázkařem a Bart na cestě zobrazující jejich pouto jsou často uváděny jako fanouškovsky oblíbené. Má také obavy, aby Maggie nevyrostla jako zbytek rodiny, a snaží se ji učit složitým myšlenkám. Chris Turner v Planet Simpson píše, že „Líza se vydává na výpravy, aby našla útěchu pro svého roztouženého ducha… ale nejspolehlivější zdroj pravdy nachází u toho, v koho vždy věřila: u své rodiny. Právě z ostatních Simpsonových čerpá Líza stabilitu, smysl života, spokojenost.“ Její loajalita k rodině je nejzřetelněji vidět v epizodě z budoucnosti Lízina svatba (6. řada, 1995), v níž musí sladit svou lásku k nim s nelibostí svého kultivovaného snoubence. V epizodě Babička (7. řada, 1995) se poprvé setkává se svou babičkou z otcovy strany Monou Simpsonovou, která je také sečtělá a výřečná, a scenáristé tuto postavu využili k vysvětlení původu Líziny inteligence.

### Sexualita
Lízina sexualita se stala předmětem spekulací mezi diváky seriálu.
V dílech Lízino rande s blbostí a Bart na cestě je ukázáno, že Líza je heterosexuálně zamilovaná do Nelsona Muntze a Langdona Algera. V některých epizodách je ukázáno, že Líza má přítele, například Edmunda Drákulu ve Speciálním čarodějnickém dílu XXI nebo Colina v Simpsonových ve filmu. Líza se zasnoubí a později si téměř vezme Hugha Parkfielda v epizodě Lízina svatba a díly Nebárt se budoucnosti a Duch Vánoc příštích naznačují, že se Líza provdá za Milhouse Van Houtena. V epizodě Duch Vánoc příštích je však také ukázáno, že Líza má jak monogamní, tak později polyamorní lesbický vztah. Všechny díly a scény z budoucnosti, jako jsou tyto, jsou však považovány za nekanonické.
Ačkoli Lízina sexualita nebyla na televizní obrazovce nikdy potvrzena, showrunner Al Jean v rozhovoru pro deník The Metro v roce 2019 uvedl, že vždy počítal s tím, že Líza dospěje a stane se bisexuální a polyamorní. V rozhovoru pro pořad Stryker & Klein na rádiu KROQ v roce 2020 Yeardley Smithová uvedla, že podle ní Líza „stále zkoumá svou sexualitu“. Smithová také požádala fanoušky, aby přestali spekulovat o Lízině sexualitě, protože je to „nakonec osmiletá holčička“.

## Přijetí

### Recenze

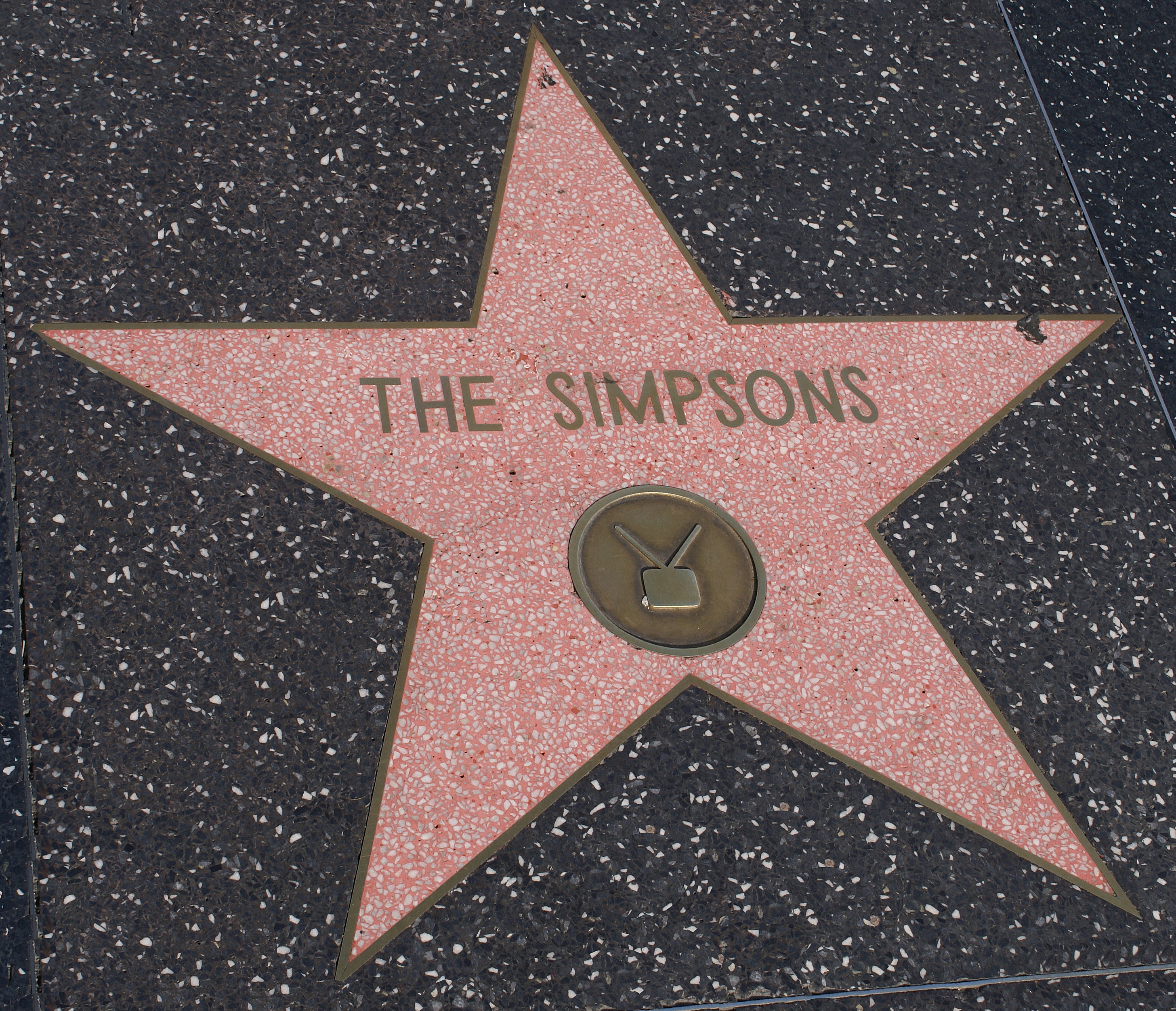
V roce 2000 získala Líza spolu s ostatními členy rodiny Simpsonových hvězdu na Hollywoodském chodníku slávy

Líza je oblíbenou postavou od počátku seriálu. V žebříčku TV Guide 50 nejlepších kreslených postav všech dob se umístila na 11. místě (shodně s Bartem), objevila se v seznamu nejzajímavějších televizních postav od Comcastu a byla také zařazena do žebříčku AfterEllen.com 50 nejoblíbenějších ženských televizních postav. Méně pozitivní je, že se umístila na třetím místě v žebříčku deseti nejotravnějších kreslených postaviček 90. let, který sestavil AskMen. Yeardley Smithová získala za namluvení Lízy několik ocenění, včetně ceny Primetime Emmy za vynikající hlasový projev v roce 1992 za díl Líza sázkařem. Různé epizody, v nichž Líza vystupuje, získaly cenu Emmy za vynikající animovaný program, včetně dílů Homer a desatero aneb Každý krade, jak dovede v roce 1991, Lízina svatba v roce 1995 a Homr roce 2001. V roce 2000 byla Líze a ostatním členům rodiny Simpsonových udělena hvězda na Hollywoodském chodníku slávy na adrese 7021 Hollywood Boulevard.
Lízino ekologické smýšlení se setkalo s obzvláště velkým ohlasem. V roce 2001 získala Líza zvláštní cenu „rady ředitelů za trvalý závazek“ v rámci cen Environmental Media Awards. Díl Líza vegetariánkou získal jak cenu Environmental Media Award za nejlepší televizní komediální díl, tak cenu Genesis Award za nejlepší televizní komediální seriál. Několik dalších epizod, v nichž Líza vystupuje ve prospěch práv zvířat, získalo cenu Genesis, včetně epizod Hadobijecký den v roce 1994, Bart dostane slona v roce 1995, Million Dollar Abie v roce 2007 a Kraví apokalypsa v roce 2009.

### Kulturní vliv
Jonathan Gray, autor knihy Watching The Simpsons, se domnívá, že Líza „je pravděpodobně nejlepší a určitě nejdéle vysílaná feministická postava, kterou televize měla. Je srdcem seriálu a poměrně často zpochybňuje genderovou politiku.“ Christopher Borrelli z deníku The Toledo Blade napsal: „Byla někdy v televizi tak komplexní, inteligentní a, ehm, emocionálně dobře vykreslená ženská postava jako Líza Simpsonová? Setkáte-li se s ní jednou, působí primitivně a jednostranně – jako vševědoucí. Když ji poznáte blíže, je Líza tak dobře promyšlená jako kdokoli, koho můžete potkat ve skutečném světě.“.
Podle organizace PETA byla Líza jednou z prvních vegetariánských postav v hlavním vysílacím čase. V roce 2004 organizace zařadila Lízu na svůj seznam zvířatům nejpřátelštějších televizních postav všech dob. V roce 2008 ekologická webová stránka The Daily Green ocenila Lízinu roli v Simpsonových ve filmu jednou ze svých inauguračních cen Heart of Green, jež „oceňuje ty, kteří pomohli zelenému proudu dostat se do popředí“. Napsali, že „mladá Líza Simpsonová inspirovala celou generaci k tomu, aby nosila srdce na rukávech a vzdělávala se a angažovala v globálních otázkách, od spravedlnosti po feminismus a životní prostředí“. Japonští vysílatelé zvrátili diváckou nechuť k seriálu tím, že marketing seriálu zaměřili na Lízu. Lízin dobře míněný, ale neúspěšný boj o to být hlasem rozumu a silou dobra ve své rodině a komunitě japonské diváky zasáhl. Mario D'Amato, specialista na buddhistická studia na Rollins College na Floridě, popsal Lízu jako „otevřenou, přemýšlivou, etickou a se zájmem se různými způsoby zdokonalovat, přičemž si stále zachovává dětský smysl pro nevinnost. To všechno jsou vynikající vlastnosti, které zastává mnoho buddhistických tradic.“
Líza a ostatní Simpsonovi významně ovlivnili anglicky psané idiomy. Pohrdavý výraz „meh“ – používaný Lízou a zpopularizovaný seriálem – se v roce 2008 dostal do slovníku Collins English Dictionary. V roce 1996 zveřejnil deník The New York Times článek, v němž se píše, že Líza inspiruje děti, zejména mladé dívky, aby se učily hrát na saxofon.
Líza Simpsonová byla zmíněna na konferenci Konzervativní politické akce v roce 2018, kdy senátor Ted Cruz nazval Demokratickou stranu „Stranou Lízy Simpsonové“, na rozdíl od Republikánské strany, která je stranou zbytku rodiny.

### Další výskyty
Líza se objevila v mnoha publikacích, hračkách a dalším zboží ze seriálu Simpsonovi. V roce 2006 byla vydána v rámci řady Simpsonova knihovna moudrosti Lízina kniha, která popisuje Lízinu osobnost a její vlastnosti. Mezi další výrobky patří panenky, plakáty, figurky, hrnky a oblečení, jako jsou pantofle, trička, baseballové čepice a boxerky. Líza se objevila v reklamách na Burger King, C.C. Lemon, Church's Chicken, Domino's Pizza, Kentucky Fried Chicken, Ramada Inn, Ritz Crackers, Subway a Butterfinger.
Dne 9. dubna 2009 představila Poštovní služba Spojených států sérii pěti poštovních známek v hodnotě 44 centů, na kterých je vyobrazena Líza a další čtyři členové základní rodiny Simpsonových. Jedná se o první postavy z televizního seriálu, kterým se dostalo tohoto uznání ještě v době natáčení. Známky, jejichž autorem je Matt Groening, se začaly prodávat v květnu 2009.
Líza se objevila i v dalších médiích souvisejících se seriálem Simpsonovi. Objevila se v každé videohře Simpsonových, včetně The Simpsons Game, která vyšla v roce 2007. Kromě televizního seriálu se Líza pravidelně objevovala v číslech Simpsons Comics, která vycházela v letech 1993–2018. Komiksy se zaměřují na sladší, naivnější inkarnaci z prvních řad. Líza má také roli v atrakci The Simpsons Ride, která byla spuštěna v roce 2008 v Universal Studios Florida a Hollywood.